# Куперен
Куперен (фр. Couperin) — французская семья органистов и клавесинистов.
Самое раннее упоминание Куперенов относится к 1366 году, однако музыканты среди членов семьи начали появляться, по-видимому, только с конца XVI века. Первым, вероятно, был Матурен (ок. 1569 — ок. 1640), торговец и юрист из Бовуара (регион Сена и Марна, 50 километров от Парижа), занимавшийся музыкой в свободное от основных занятий время. Насколько известно, он оставил исполнительство в 1619 году; его сочинений, если таковые были, не сохранилось. Матурен обучил музыке двух своих сыновей, Дени (умер в 1656) и Шарля (умер в 1654). Последний сыграл решающую роль в основании музыкальной династии: около 1601 года Шарль переехал из Бовуара в Шом-ан-Бри (фр., два километра от Бовуара), где впоследствии стал органистом одной из церквей. На его сыновей, учившихся музыке с детства, около 1650 года обратил внимание Шамбоньер, находившийся в Бри проездом. Первым Шамбоньер привёз в Париж Луи Куперена (1626—1661), затем за ним последовали и двое других сыновей Шарля: Франсуа (1631—1701) и Шарль (1639—1679).
Самые знаменитые из Куперенов — Луи, чьи клавесинные и органные пьесы сильно повлияли на последующие поколения французских композиторов, и Франсуа (1668—1733), прозванный «Великим» (le grand), чьи клавесинные произведения (четыре сборника: 1713, 1717, 1722, 1730) представляют собой одну из вершин французской клавесинной школы (Франсуа также написал учебник для начинающих клавесинистов, изучаемый специалистами до сих пор: «L’art de toucher le clavecin» — «Искусство игры на клавесине», 1716 г.).
В честь семьи Куперен назван кратер на Меркурии.